# Без меня. Трибьют Егора Летова
«Без меня. Трибьют Егора Летова» — трибьют-альбом, выпущенный 19 сентября 2019 года в честь 55-летия рок-музыканта Егора Летова.
В проекте участвовали 27 коллективов и музыкантов из России и постсоветского пространства.

## Отзывы критиков
В целом, был оценён музыкальными критиками сдержанно. Алексей Мажаев поставил релизу 7,5 баллов из 10.

## Треклист
1. «Мы — лёд» — Ploho
2. «Слава психонавтам» — Громыка
3. «Всё идёт по плану» — Гречка
4. «Про дурачка» — Найк Борзов
5. «Мама, мама» — Sonic Death
6. «И снова темно» — Голос Омерики
7. «долгая.счастливая.жизнь» — RSAC
8. «На хуй» — Психея
9. «Нечего терять» — Nizkiz
10. «Сияние» — НАИВ
11. «Отряд не заметил потери бойца» — Сансара
12. «Снаружи всех измерений» — Комсомольск
13. «Без меня» — Нейромонах Феофан
14. «Солнцеворот» — Кобыла и трупоглазые жабы искали цезию, нашли поздно утром свистящего Хна
15. «Наваждение» — Нонкомформистка
16. «Трамвай» — Гаражи
17. «Пошли вы все на хуй» — Дайте танк (!)
18. «Насрать на моё лицо» — Аричикаари
19. «Мимикрия» — Билли Новик
20. «Всё как у людей» — Animal ДжаZ
21. «Моя оборона» — Louna
22. «Зоопарк» — POKAPRЁТ
23. «Панк и рок-н-ролл» — Пионерлагерь Пыльная Радуга
24. «И снова темно» — Петля пристрастия
25. «Вселенская большая любовь» — Слава КПСС
26. «Винтовка — это праздник» — Ленинград
27. «Всё как у людей» (bonus) — Noize MC

## Факты
В названии трибьют-альбома допущена ошибка. Согласно правилам русского языка, слово трибьют согласуется с именами и названиями в дательном падеже. Правильно: трибьют Егору Летову.